# Шелудьковка
Шелудько́вка (укр. Шелудьківка), село,
Шелудьковский сельский совет,
Змиёвский район,
Харьковская область.
Код КОАТУУ — 6321787001. Население по переписи 2001 года составляет 2746 (1239/1507 м/ж) человек.
Является административным центром Шелудьковского сельского совета, в который не входят другие населённые пункты.

## Географическое положение
Село Шелудьковка находится на правом берегу реки Гнилица, которая через 3 км впадает в реку Северский Донец (левый приток), на противоположном берегу расположено село Гениевка, на расстоянии в 1 км расположена железнодорожная станция Платформа 7 км, к селу примыкает небольшой лесной массив (сосна).

## История
- 1690 — дата первого упоминания села[1].

Среди первых поселенцев было много выходцев из Лево- и Правобережной Украины, особенно после Национально-освободительной войны 1648-1657 гг. с Польшей под руководством гетмана Богдана Хмельницкого и периода Руины. Среди поселенцев были также русские беглые крестьяне, которые спасались от крепостной неволи, а также старообрядцы, которые пытались избежать религиозных преследований. Частые набеги татар заставляли людей вести полувоенный способ существования, обустраивать не просто обычные деревни, а казацкие укрепления. В 1685 году один из казаков по имени Шелудок (Шелудько), спасаясь от очередного набега татар, построил своё жилище в лесистой местности на берегу озера, в трёх верстах от Донца. Со временем к нему стали присоединяться и другие люди. Так возник хутор Ново-Андреевка, который позже стал называться Шелудьковка.
По переписи 1732 года, в Шелудковке при храме – школа и богадельня; черкасов казаков 53, подпомощников 352, работников 22, а всего  427 душ мужских.
В декабре 1765 от имени царицы Екатерины II жителям Шелудьковка было зачитано, что они из казацкого состояния переводятся в военные обыватели и облагаются душевым налогом по 95 коп. с человека для содержания новых гусарских полков. Бывшие казаки стали «казёнными» крестьянами. В 1767 году в Шелудьковке было 9 винокуренных котлов, часть жителей занималась ремеслом, мельниц, бондарство, выделкой кожи. В 1799 году численность населения возросла до 2317 человек. В начале XIX в. много окрестных деревень были закрепощены, однако Шелудьковка оставалась свободной от помещиков. В 1817-1857 годах царское правительство включило Шелудьковку в состав Чугуевского округа военных поселений.
В 1905-1907 гг. до революционных беспорядков в селе дело не дошло, что можно объяснить сравнительно высоким уровнем жизни. В это время в селе была церковь, школа, больница, волость, 7 магазинов (из них 2 - хлебных) крестьянам принадлежали 730 волов, 150 коров, 189 лошадей, 1709 овец, 865 свиней. Столыпинская аграрная реформа 1906 года способствовала росту производительности сельского хозяйства.
Являлось центром Шелудковской волости Змиевского уезда Харьковской губернии Российской империи.
В апреле 1918 года в Шелудьковку вступил отряд австро-германских солдат вместе с частями гетмана П. Скоропадского. Начались расправы с советскими активистами. Т.И Ващенко, М. В. Половинка и В. П. Ковалёв создают из жителей села небольшой партизанский отряд, командиром которого стал А. П. Ковалёв. Позже этот отряд слился с другими партизанскими отрядами Змиевщины, которые в начале декабря участвовали против гетманских войск, а в начале января 1919 против петлюровцев.
20 июня 1919 года в Шелудьковку входят белогвардейские части армии генерала А. И. Деникина. В декабре того же года восстанавливается советская власть. В 1920 году открывается изба-читальня, волостной театральный кружок, а в 1921 году - приёмный покой (стационарная больница) на 5 мест и лаборатория при нём, инфекционный барак на 20 мест. В это время в Шелудьковке насчитывается 717 дворов и проживает 4337 человек. В 1921 году было создано кооперативное общество, в 1925 году - МТС. В 1927 году в распоряжении жителей села на тот момент находилось: 4141,13 га. пахотных земель, 354,8 га. лугов, 224,5 га леса, 488,4 га. пастбищ, 154 га. приусадебных и 189 га. непригодной для возделывания. Всего земли - 5551,84 га.В 1929-1933 гг. В напряженной обстановке, была проведена коллективизация. В начале 1933 года образуются три колхоза: Красный Партизан, имени Т. Г. Шевченко и имени 8 марта. В 1929 году - проведён трёхмисячник национальной культуры, организованная культкомиссия по ликвидации неграмотности, при сельсовете. В 1930 году открывается ветеринарная больница. В 1931 году на базе 4-хлетки открывается школа с 7-ми летним сроком обучения. В 1933 году открыто почтовое отделение, а с 1935 - сберкасса при нем. В 1937 году проведены работы по электрификации и радиофикации села. Согласно переписи 1939 в Шелудьковке проживало 3562 жителей.
Во время Великой Отечественной войны село находилось под немецкой оккупацией.

## Экономика
- Молочно-товарная ферма.
- Теплицы.
- Сбор зерновых культур

## Объекты социальной сферы
- Лицей.
- Клуб.
- Детский сад.
- 2 стадиона.
- Парк

## Достопримечательности
- Братская могила советских воинов.
- Памятник Тарасу Григорьевичу Шевченко

## Религия
- Свято-Николаевский храм[7].